# CCL26
CCL26, hemokin (C-C motiv) ligand 26, je mali citokin iz CC hemokin familije koji je takođe poznat kao eotaksin-3, makrofagni inflamatorni protein 4-alfa (MIP-4-alfa), timusni stromalni hemokin-1 (TSC-1), i IMAC. On je izražen u više tkiva u srcu, plućima i jajnicima, i u endotelnim ćelijama nakon stimulacije sa citokinom IL-4. CCL26 je hemotaksan za eozinofile i bazofile. On dejstvuje vezivanjem za hemokinski receptor  na ćelijskoj površini. Gen ovog hemokina je lociran na ljudskom hromozomu 7.